# Bunicul și doi delincvenți minori
Bunicul și doi delincvenți minori este un film românesc polițist din 1976 regizat de Maria Callas Dinescu. Rolurile principale au fost interpretate de actorii Octavian Cotescu, Elisabeta Jar-Rozorea și Silviu Stănculescu.

## Rezumat
Un ofițer de poliție investighează dispariția băiatului unui coleg. Cheia lui pare a fi prietenul „cu pielea închisă la culoare” al băiatului de care nimănui nu-i pasă, inclusiv poliției.
„Regizoarea, care lasă impresia că subiectul «i-a mers la inimă», a găsit o cale de a-l trata, cum spune poetul, «la mijloc de bun și rău...». A apropiat, adică, extremele, filmul nu este nici prea grav, nici prea destins, este, în schimb, sensibil, recomandând aptitudinile de această factură ale regizoarei; semnalele de adalrmă privind problema răspunderii părinților față de copii sunt păstrate, dar sunetul lor se estompează sau devine liric.” (Călin Căliman, Contemporanul, 1976)

## Distribuție
Distribuția filmului este alcătuită din:
- Octavian Cotescu — „Bunicul”, maior de miliție
- Elisabeta Jar-Rozorea — Eleonora Apostol, mama lui Vasile
- Silviu Stănculescu — Nicolae Apostol, muncitor la uzină, tatăl lui Vasile
- Draga Olteanu-Matei — Rodovica, gazda „Bunicului”
- Jean Constantin — Vârlan, fost infractor, vecinul „Bunicului”
- Sanda Toma — Aneta Blidaru, soția lui Anton, mama lui Tudor
- Ovidiu Iuliu Moldovan — Anton Blidaru, soțul Anetei, tatăl lui Tudor
- Constantin Diplan — ing. Barbu, prietenul de la uzină al lui Apostol
- Ferenc Fábián — cpt. Alexiu, ofițer de miliție, tatăl lui Andrei (menționat Fábian Ferenc)
- Eugenia Bosînceanu — soția lui Alexiu, mama lui Andrei
- Nae Gh. Mazilu — plt. maj. Panaitescu, milițian, șoferul „Bunicului” (menționat Nae Mazilu)
- Bogdan Călin — Andrei Alexiu, elev la Liceul de muzică „G. Enescu”, prietenul lui Vasile (menționat Călin Bogdan)
- Eugen Preda — Vasile Apostol, elev la Liceul de muzică „G. Enescu”, prietenul lui Andrei (menționat Preda Eugen)
- Constantin Codrescu — judecătorul de divorțuri
- Ernest Maftei — paznicul Liceului de muzică „G. Enescu”
- Constantin Fugașin — Doru, fiul cpt. Alexiu, fratele mai mare al lui Andrei
- Silviu Lambrino — avocatul
- Ion Anghelescu Moreni
- Gheorghe Aramă
- Moț Negoescu
- Ion Anghel — barcagiu pe Lacul Herăstrău
- Lucia Rîpeanu — Safta, soția lui Vârlan
- Virginia Rogin — diriginta elevilor Apostol și Alexiu
- Anca Pandrea
- Constantin Bîrliba
- Alin Burea
- Constantin Drăgușin
- Rodica Popescu Bitănescu (menționată Rodica Popescu)
- Costin Azimioară
- Romana Teodorof — Alina, fiica cpt. Alexiu, sora lui Doru și a lui Andrei
- Bogdan Gamaleț — Tudor Blidaru, adolescentul fugit de acasă pe care Doru îl întâlnește în gară
- Bogdan Florian — Teofil Goanță, șeful clasei în care învață elevii Apostol și Alexiu
- Septimiu Călin — Pavel Apostol, fratele mai mic al lui Vasile (menționat Călin Septimiu)
- Jean Lorin Florescu — Gogu Pomișor, medicul legist de la morgă (nemenționat)
- câinele Callo — câinele lup alsacian al „Bunicului”

## Primire
Filmul a fost vizionat de 2.043.285 de spectatori în cinematografele din România, după cum atestă o situație a numărului de spectatori înregistrat de filmele românești de la data premierei și până la data de 31 decembrie 1989 alcătuită de Centrul Național al Cinematografiei.